# 于海成
于海成（1998年4月5日—），山东人，中国国家射击队成员。

## 战绩
2021年，入选2020年夏季奥林匹克运动会中国代表团。7月29日，参加东京奥运会男子不定向飞靶比赛。资格赛中123 (+2) 成绩进入决赛，获得第五名。7月31日，多向飞碟混合团体资格赛中，王晓菁/于海成打出了144中的成绩，排名第9，无缘前四名的奖牌争夺战。